# 국립중앙과학관

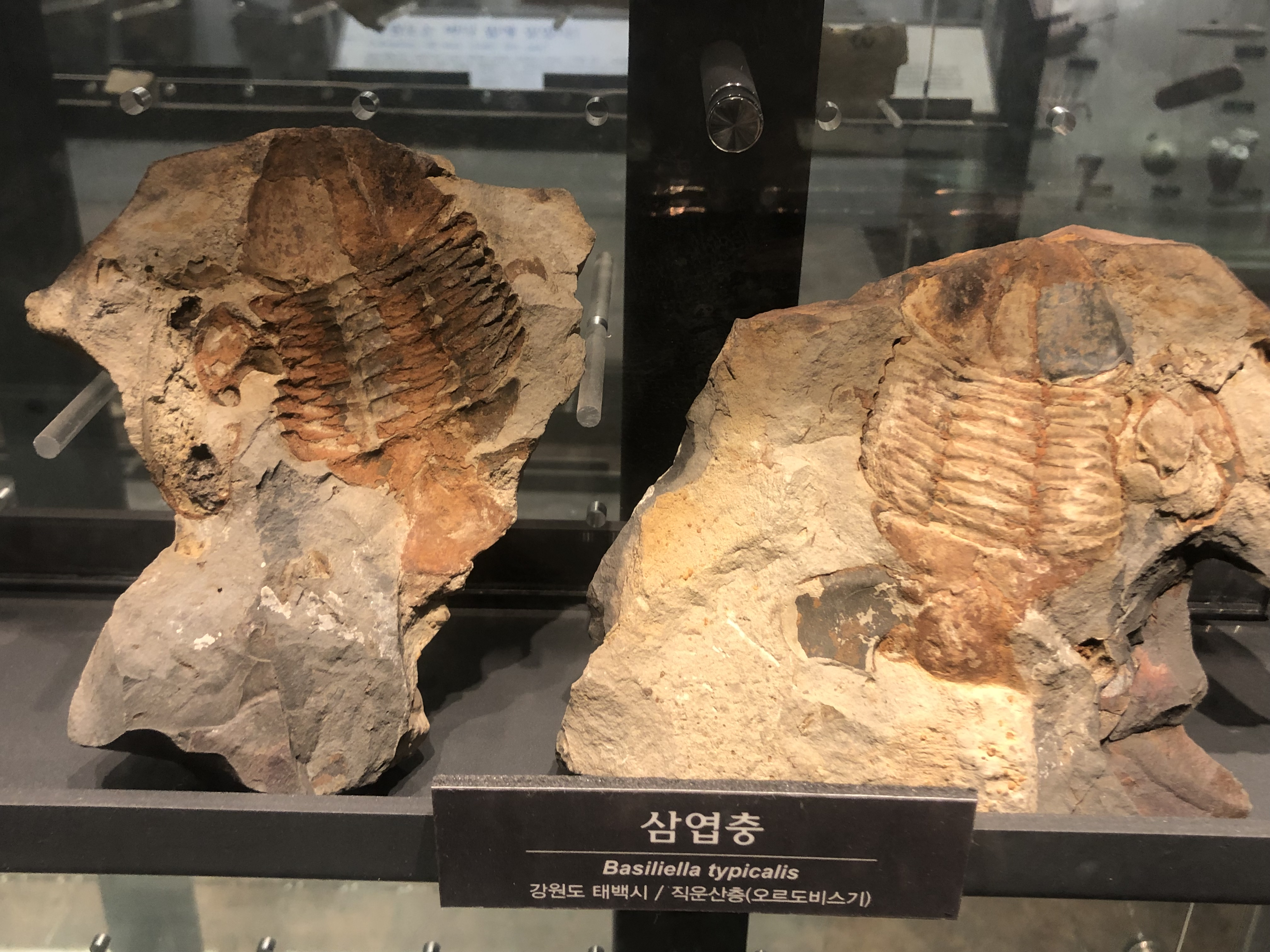
국립중앙과학관 자연사관에 전시된 조선 누층군 직운산층의 삼엽충 화석 바실리엘라 티피칼리스(Basiliela typicalis)

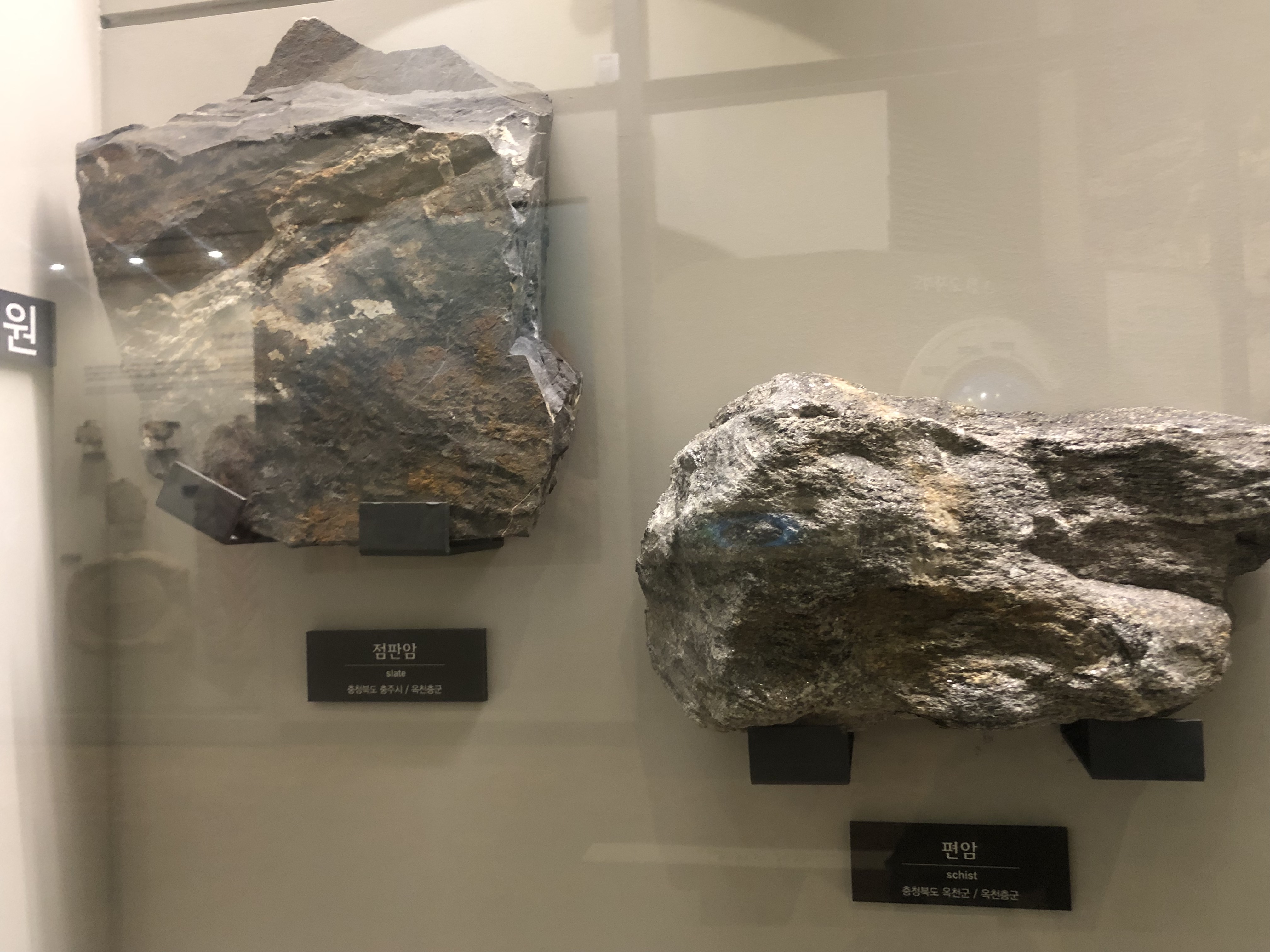
국립중앙과학관 자연사관에 전시된 옥천 누층군 점판암과 편암

국립중앙과학관(國立中央科學館, 영어: National Science Museum)은 이공학·산업기술·과학기술사 및 자연사에 관한 자료의 수집·보존·연구·전시 및 교육에 관한 사무를 관장하는 대한민국 과학기술정보통신부의 소속기관이다. 1990년 10월 9일에 발족하였으며, 대전광역시 유성구 대덕대로 481에 위치하고 있다. 관장은 고위공무원단 가등급에 속하는 임기제공무원으로 보한다.

## 관람안내
관람시간: 09:30 ~ 17:30
휴관일: 매주 월요일, 명절 (1월1일 / 설날/ 추석당일)
입장료: 무료 (전시관 별 예약 및 유료입장)

### 휴관일 안내
매주 월요일 휴관
1월 1일, 설날, 추석당일은 휴관: 설날/추석 연휴 대체 휴관(연휴 다음 첫 번째 평일)
법정 공휴일 및 대체공휴일에 개관한 경우 다음날 휴관

### 유료관 무료관 안내
유료관: 창의나래관, 꿈아띠체험관, 천체관은 예약 및 발권 필요
무료관: 과학기술관, 자연사관, 인류관, 어린이과학관, 생물탐구관, 천체관측소, 미래기술관 및 야외전시장 무료입장 가능 (단, 일부 전시관은 체험 예약 및 발권 필요)

### 관람 시 유의사항
과학관내 분실된 물건은 종합안내센터(042-601-7979)로 문의할 수 있다. 

### 협약기관 안내
할인 시 제시입장권(유료) 회수하며, 추가적인 단체요금 적용 등 중복 할인 없음. 자세한 내용은 국립중앙과학관 ARS로 문의 가능

### 단체 관람안내
창의나래관, 꿈아띠체험관, 천체관은 사전답사를 통해 단체관람이 가능하다.

### 자원봉사안내
자원봉사 활동 분야 운영 부서의 결원 및 충원 수요 발생에 따라 국립중앙과학관 누리집에 게시 공고 후 소정의 전형 과정을 거쳐 최종 선발

## 직무
- 과학기술의 보급에 관한 계획의 수립·시행
- 과학기술관·천체관·사이언스홀·생물탐구관·특별전시관·과학캠프관·과학교육관·자기부상열차·자연사관·창의나래관 등 운영
- 전국과학전람회, 전국학생과학발명품경진대회 및 대한민국 국제청소년과학창의제전(KISEF)에 관한 사항
- 과학기술에 관한 교육프로그램의 개발·보급·운영 및 각종 과학행사에 관한 사항
- 과학기술 자료의 수집·발굴·조사·연구·보존·제작 및 전시에 관한 사항
- 과학기술의 보급 관련 특별전시에 관한 사항
- 과학기술 전시·연구·교육에 관한 정보화
- 과학기술정책 및 연구개발성과 전시·확산·홍보
- 과학기술 자료의 종합관리계획 수립 및 시행에 관한 사항
- 과학기술 유산의 체계적인 발굴·조사 및 확산에 관한 사항
- 겨레과학기술응용개발사업 추진
- 세계생물다양성정보기구(GBIF)의 한국위원회 및 한국사무국 운영
- 전국 국·공·사립 과학관에 대한 지원·자문과 국내 및 외국 과학관과의 협력 증진
- 과학기술정보통신부 장관이 위임하는 업무
- 과학관 운영과 관련된 부대사업 및 수탁사업
- 기타 국립중앙과학관의 목적달성을 위하여 필요한 사업

## 역사
'국립과학관'은 1927년 5월 재단법인조선과학재단에서 남산 기슭에 '은사기념과학관'(恩賜記念科學館)이라는 명칭으로 창설·개관한 것이 시초이다. 이 과학관은 광복 후에 국립과학박물관, 정부 수립 후에 국립과학관으로 이름이 바뀌었다. 구 국립과학관은 대지 2,885평(9,500여 m2), 건평 1천 평 가량의 목조 건물에 10여만 점의 동·식물 표본과 실험기구, 각 분야별 연구실이 갖추어져 있었으나 한국 전쟁으로 대부분 소실되어 수십 평의 서류창고만 남았다.
과학관은 1961년 말에 착공, 이듬해인 1962년 8월 30일에 개관하였다. 당시의 과학관은 별관으로, 370석 규모의 영사실과 100여 평의 전시실을 갖추었다. 본관은 1970년에 지어졌고, 1972년 9월 8일에 개관하였다. 당시 1억 원의 예산이 들었으며, 연건평 1,500평의 3층 건물에 170여 종의 전시물을 갖추었다. 설계는 건축가 김수근이 맡았다. 1층에는 대한민국 공군에서 기증된 F-86 세이버가 전시되었다. 1979년에는 1,500평 규모의 산업기술관이 개관되었다.

### 연혁
- 1949년 7월 14일: 문교부 소속으로 국립과학관 설치.[9]
- 1950년 9월 27일: 한국 전쟁으로 건술 소실.
- 1962년 8월 30일: 국립과학관 개관.
- 1969년 4월 3일: 과학기술처 소속으로 변경.[10]
- 1972년 9월 8일: 상설전시장 개관.
- 1979년 7월 19일: 산업기술관 개관.
- 1990년 4월 17일: 국립중앙과학관으로 개편.[11]
- 1990년 6월 8일: 대전직할시 유성구로 이전.
- 1990년 10월 9일: 국립중앙과학관 개관.
- 1994년 12월 22일: 탐구관 개관.
- 1998년 2월 28일: 과학기술부 소속으로 변경.[12]
- 2000년 1월 1일: 책임운영기관으로 지정.[13]
- 2007년 4월 27일: 첨단과학관 개관.
- 2008년 2월 29일: 교육과학기술부 소속으로 변경.[14]
- 2008년 4월 28일: 생물탐구관 개관.
- 2009년 1월 21일: 우주체험관 개관.
- 2011년 7월 23일: 창의나래관 개관.
- 2012년 7월 23일: 가족캠핑장 개관.
- 2012년 12월 27일: 꿈아띠체험관 개관.
- 2013년 3월 23일: 미래창조과학부 소속으로 변경.[15]
- 2013년 5월 6일: 우주과학공원 개관.
- 2017년 7월 26일: 과학기술정보통신부 소속으로 변경.[16]

출처: 국립중앙과학관 연혁

## 전시 및 시설 현황

### 상설전시
- 우주에서 인간까지
- 한국의 자연사
- 한국과학 기술사
- 해양에서 꿈꾸는 미래
- 포유류돋보기
- 우리 배
- 도자과학
- 기초과학
- 산업기술
- 우주체험관
- 생물탐구관
- 옥외전시품

### 기획전시
- 과학기술 특별주제의 수시 기획전

### 야외전시
- 태양광발전기
- 돌기름틀
- F86-F 전투기
- 뫼비우스의 띠
- 물 과학 체험
- 자기부상열차 역사관
- 우주과학공원
- 나로호 모형

### 시설 현황
상설전시관, 천체관, 생물탐구관, 우주체험관, 창의나래관, 사이언스홀, 우주체험관, 특별전시관, 야외전시장, 과학캠프관, 자기부상열차, 워터사이언스파크 등이 있다.
- 대한민국에서 세계 3번째로 만들어진 자기부상열차가 전시되고 있다.
- 태양광전지판으로 전기를 얻어서 한전의 전기와 병합해서 사용 중이다.

## 행사

### 사이언스데이
국립중앙과학관에서 매년 개최하는 사이언스데이는 우리나라 과학문화축제로서 명맥을 이루고 있다. 전국의 청소년 및 가족들이 참여해 과학체험콘텐츠. 과학강연, 과학문화공연 등 과학을 주제로 직접 체험하고 즐길 수 있는 축제의 장이다. 

#### 행사 일정
사이언스데이 (과학의 달 4월 둘째 주 토, 일) (행사 일정 및 내용은 과학관 사정에 따라 변경될 수 있음)

#### 행사 구성
과학체험부스, 과학 강연 및 과학 문화공연, 이벤트 등

#### 주최/주관
과학기술정보통신부 / 국립중앙과학관

### 전국학생과학발명품경진대회
1979년부터 학생들의 창의적 아이디어를 과학발명으로 실현하여 과학적 문제해결 능력 배양 및 지속적인 발명활동을 장려하는 대회이다.

#### 주최/주관
과학기술정보통신부 / 국립중앙과학관, 동아일보

### 전국과학전람회
1949년부터 전 국민의 과학기술에 대한 심도 있는 연구 활동을 장려하여 과학 탐구실 함양 및 과학기술 발전에 이바지하기 위해 개최하는 대회이다.  

#### 주최/주관
과학기술정보통신부 / 국립중앙과학관

### 국제과학관심포지엄
국제과학관심포지엄(International Symposium of Science Museums)은 과학관의 주요 이슈를 발굴하고, 전 세계 전문가들이 함께 모여 해결방안을 모색하고 의견을 나누는 장이다. 과학관 관련 최신정보 교환과 세계 과학관과 교류가 이루어진다.

## 조직

### 관장
- 경영기획과[17]
- 운영지원과[17]
- 과학교육과[17]
- 과학문화홍보팀[18]

전시연구단
- 전시총괄과[17]
- 시설공간과[17]
- 연구과[17]
- 과학유산보존과[17][20]

## 관계기관

### 소속 기관
- 과학기술정보통신부
- 국립과천과학관
- 국립부산과학관
- 국립대구과학관
- 국립광주과학관
- 국립전파연구원
- 우정사업본부
- 중앙전파관리소

### 관련 기관
- 한국과학관협회
- 한국과학창의재단
- 국민재난안전포털
- 안전신문고
- 과학기술통계서비스
- 국가과학기술정보서비스

## 같이 보기
- 엑스포과학공원
- 국립중앙과학관 자기부상열차
- 대한민국의 박물관과 미술관 목록
- 대한민국의 국립 박물관 목록